# 4416 Ramses
4416 Ramses è un asteroide della fascia principale. Scoperto nel 1960, presenta un'orbita caratterizzata da un semiasse maggiore pari a 2,1542136 UA e da un'eccentricità di 0,1721329, inclinata di 1,17467° rispetto all'eclittica.
È dedicato a Ramses II, celeberrimo faraone egizio.